# قشة ذهبي وأبيض
قرد القشة ذَهَبيّ وأبيض (الأسم العلمي: mico chrysoleucos) وهو نوع من قرود القشة الأميركية وهذه الأنواع مستوطنة في البرازيل. موطنها الطبيعي هي الغابات شبه الاستوائية أو المدارية والأراضي المنخفضة الرطبة.